# Moreni
Moreni là một thị xã thuộc hạt Dâmbovița, România. Dân số thời điểm năm 2002 là 20931 người.